# Bothrogonia shuichengana
Bothrogonia shuichengana är en insektsart som beskrevs av Li 1983. Bothrogonia shuichengana ingår i släktet Bothrogonia och familjen dvärgstritar. Inga underarter finns listade i Catalogue of Life.